# Mara Dierssen
Mara Dierssen Sotos (ur. 21 sierpnia 1961 w Santanderze) – hiszpańska neurobiolożka, badaczka, profesorka uniwersytecka i popularyzatorka nauki. Zajmuje się badaniem zespołu Downa.

## Życiorys
Jest córką Guillermo Dierssena Gervás, wybitnego neurochirurga niemieckiego pochodzenia. Urodziła się w Santanderze w roku 1961. Ukończyła studia medyczne na Uniwersytecie Kantabryjskim (Universidad de Cantabria) w 1985 r., a w 1989 r. uzyskała tytuł doktora neurobiologii na podstawie pracy doktorskiej dotyczącej neurofarmakologii.
W latach 1990-1993 pracowała na Uniwersytecie Autonomicznym w Barcelonie. Początkowo zajmowała się badaniem zaburzeń funkcji poznawczych związanych z wiekiem, ostatecznie jednak poświęciła się badaniu zespołu Downa. Obecnie jest uważana za międzynarodową ekspertkę w tej dziedzinie. Jej zainteresowanie tym tematem zaczęło się podczas pracy w laboratorium profesora Jesúsa Flóreza na Uniwersytecie Kantabryjskim. Jak wyjaśniła Dierssen, Flórez zaczął zajmować się tematem ze względu na chorobę córki i „zaraził ją pasją do badań”. Do jej najważniejszych odkryć należy odkrycie zmian plastyczności w zwierzęcych modelach zespołu Downa oraz pierwsza prokognitywna metoda leczenia tego zespołu, którą doprowadziła do etapu badań klinicznych.
W latach 1993-1997 była adiunktem na Uniwersytecie Kantabryjskim, a następnie dołączyła do Instytutu Badań Onkologicznych w Hospitalet de Llobregat, gdzie założyła własną grupę badawczą w dziedzinie neurobiologii.
W 2010 roku otrzymała nagrodę badawczą Jaime Blanco przyznawaną przez Fundację Zespołu Downa w Madrycie (Fundación Síndrome de Down de Madrid, FSDM).
W 2014 roku przewodziła tworzeniu gry wideo mającej na celu stymulację poznawczą osób z niepełnosprawnością intelektualną.
W kwietniu 2016 r. opublikowała w czasopiśmie Journal of Neuroscience artykuł, w którym wyjaśniła wpływ genu powiązanego z zespołem Downa wpływa na funkcjonowanie kory mózgowej.
W czerwcu 2016 r. opublikowała w czasopiśmie medycznym The Lancet Neurology badanie dotyczące związku obecnego w zielonej herbacie, który w połączeniu z protokołem stymulacji poznawczej może „umiarkowanie poprawić sprawność intelektualną osób dotkniętych tą chorobą”,, oparte na badaniu klinicznym z udziałem 84 osób z zespołem Downa w wieku od 16 do 34 lat. Dierssen stwierdziła, że to badanie „w żadnym wypadku nie jest lekarstwem, ale otwiera nowe możliwości terapii farmakologicznej w zespole Downa”.

### Udział w organizacjach hiszpańskich i międzynarodowych
W latach 2003-2006 pełniła funkcję prezesa Międzynarodowego Towarzystwa Genetyki Behawioralnej i Neurologicznej. Od 2007 do 2009 roku była wiceprezesem, a od 2013 do 2015 roku prezesem Hiszpańskiego Towarzystwa Neurologii. Należy do rady FENS (Federation of Neuroscience Association Societies). Pełni funkcję przewodniczącej Trisomy 21 Research Society.
Należy do komitetów redakcyjnych wielu międzynarodowych czasopism, takich jak Genes, Brain and Behaviour, Frontiers in Neurosciences, Amino Acids, Down Syndrome Research and Practice i innych, a także pełni funkcję recenzenta ad hoc w kilku międzynarodowych czasopismach naukowych.
W latach 2015 i 2016 zasiadała w jury nagrody Premio Princesa de Asturias de Investigación Científica y Técnica.

## Kariera artystyczna
Przez kilka lat występowała na koncertach muzyki barokowej jako sopran w chórze miasta Santander. Obecnie jest wokalistką pop-rockowego zespołu From Lost to the River, którego celem jest podnoszenie świadomości społecznej, a wszystkie ich koncerty mają charakter charytatywny i służą wspieraniu projektów badawczych. Jest również inicjatorką projektu muzycznego Realidades Paralelas, który zaowocował albumem stworzonym z udziałem osób z zespołem Downa.

## Publikacje popularnonaukowe
- 2016 El cerebro del artista. La creatividad vista desde la neurociencia (Mózg artysty. Kreatywność z perspektywy neurobiologii)[15]

- 2018 Cómo aprende (y recuerda) el cerebro. Principios de la neurociencia para aplicar a la educación (Jak mózg się uczy (i zapamiętuje). Zasady neurobiologii do zastosowania w edukacji)[16]
- 2023 La ciencia de la memoria. El fascinante modo en que nuestro cerebro aprende y recuerda. (Nauka o pamięci. Fascynujący sposób, w jaki nasz mózg się uczy i zapamiętuje.)[17]